# Почётный железнодорожник
«Почётный железнодорожник» — ведомственный знак МПС СССР, МПС Российской Федерации и Министерства транспорта Российской Федерации, которым награждаются работники федерального железнодорожного транспорта за наивысшие и стабильные результаты труда, разработку и внедрение достижений науки, техники и прогрессивной технологии, являющихся большим вкладом в развитие и совершенствование деятельности железнодорожного транспорта, а также за самоотверженные действия, связанные с обеспечением безопасности движения поездов, жизни пассажиров, сохранности грузов, багажа и другого вверенного имущества.

## История
Первоначально утверждённая 17 мая 1934 года награда называлась значок «Почётному железнодорожнику». С 1964 года она стала именоваться знаком «Почётному железнодорожнику». 
В 1980-е и 1990-е годы железнодорожники награждались знаком «Почётному железнодорожнику» с изображением электровоза ВЛ85.
Приказом МПС от 22 апреля 2002 года награда стала именоваться знаком «Почётный железнодорожник». В 2002 году изменился и внешний вид награды (см. рисунок справа): знак изменил форму, на знаке изображён паровоз и высокоскоростной электропоезд «Сокол» (по состоянию на 2015 год существовал только опытный образец электропоезда).
Лица, награждённые знаком «Почётный железнодорожник», имеют ряд льгот. Например, награждённые им железнодорожники имеют право на бесплатный проезд в вагонах категории СВ, если они все ещё работают в отрасли или вышли на пенсию по старости.
Знак за номером 1 был вручён железнодорожнику-новатору Семёну Васильевичу Кутафину за разработку новой системы прицепления и отцепления вагонов, организацию труда кондукторов и дежурных по станции и другие новшества, внедрённые всеми железными дорогами СССР.

Виды знаков
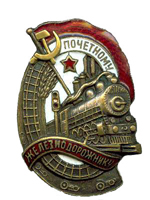
Знак СССР «Почётному железнодорожнику» с изображением паровоза ИС (1934 год)
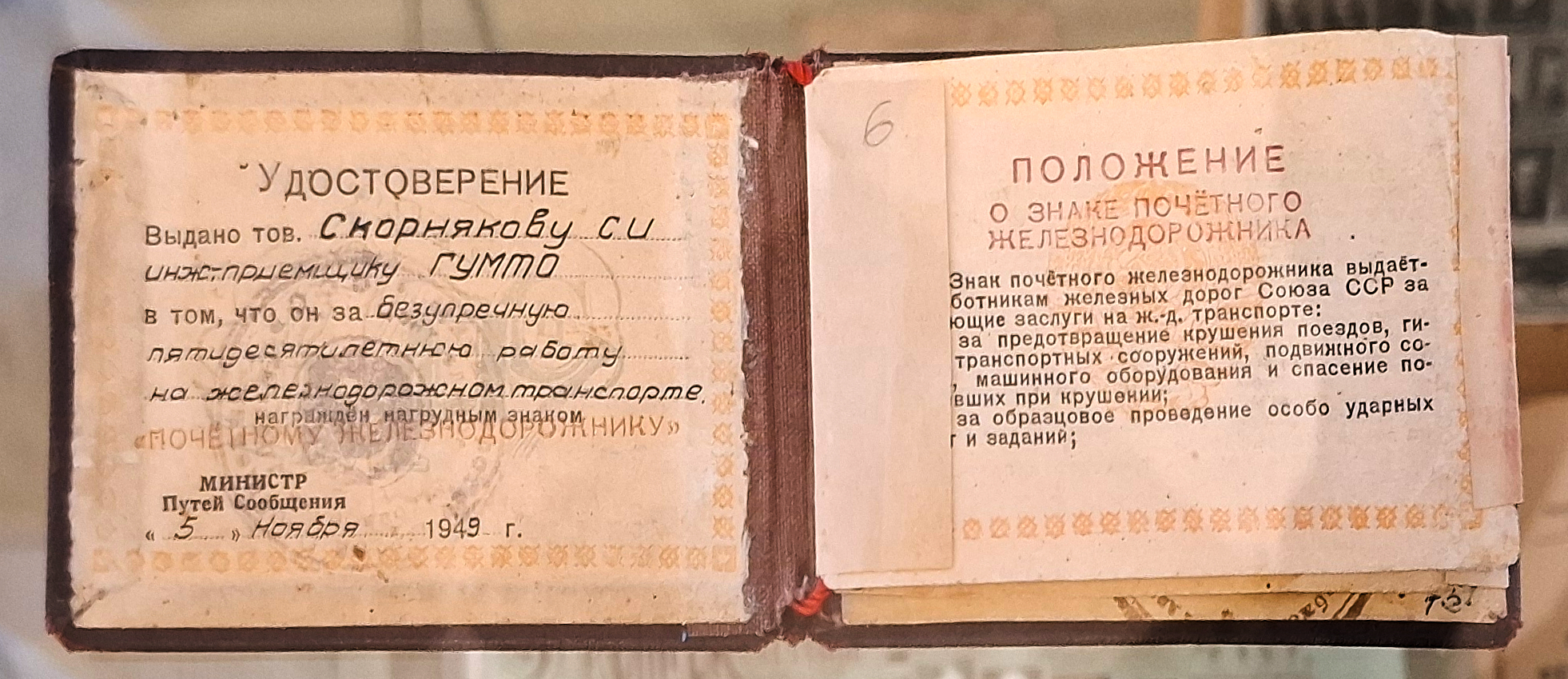
Удостоверение к знаку (1949 год)
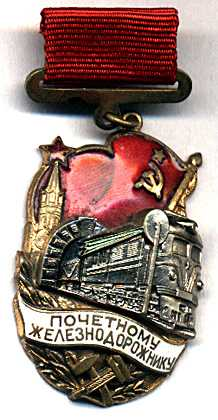
Вариант знака СССР «Почётному железнодорожнику» (1978 год)
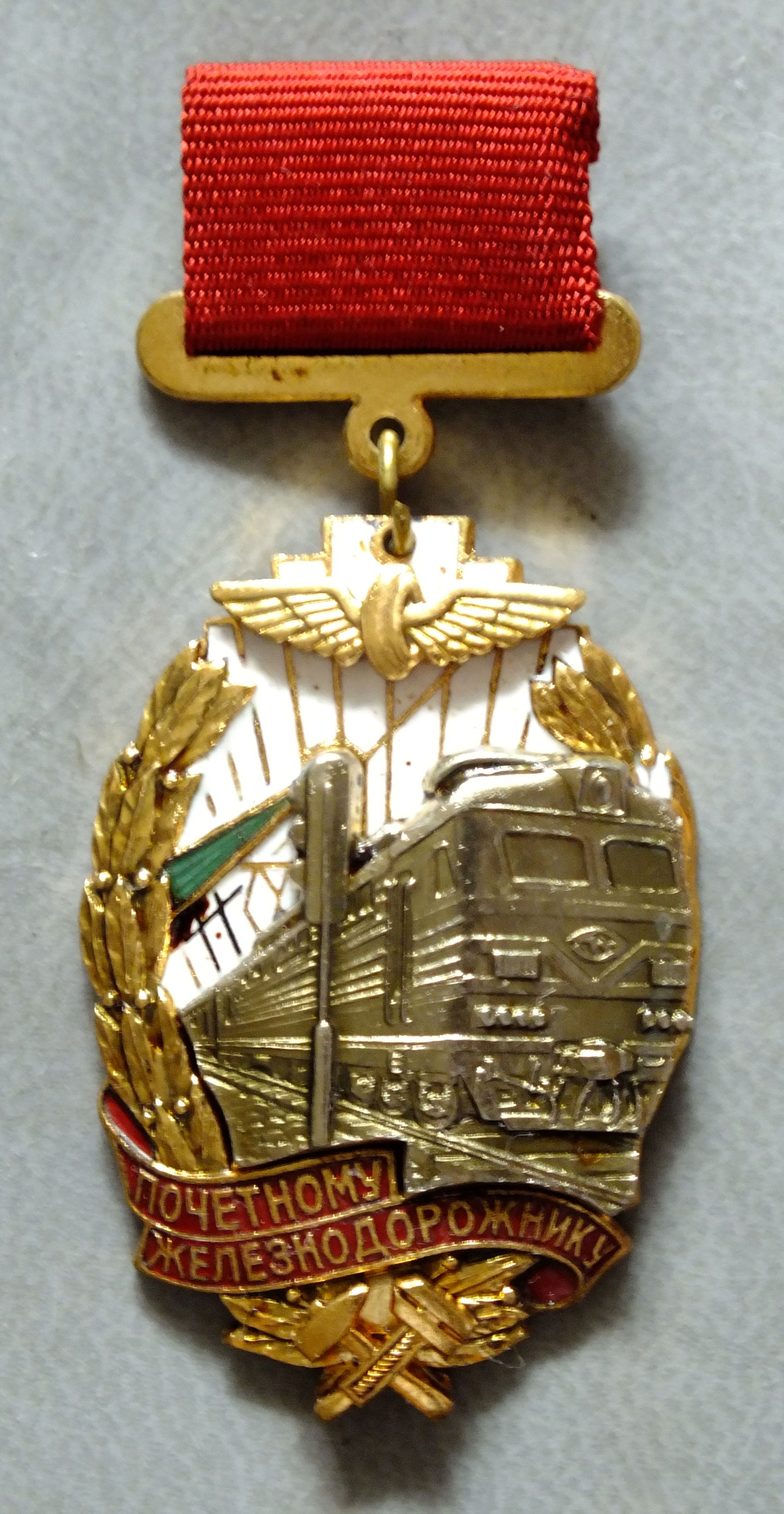
Вариант знака СССР «Почётному железнодорожнику» с изображением электровоза ВЛ65 (1980-е годы)